# Дивеєвський монастир
Серафимо-Дивеєвський монастир (рос. Серафимо-Дивеевский монастырь), Дивєєвський монастир (рос. Дивеевский монастырь), у розмовному вжитку — Дивеєве (рос. Дивеево), повна назва — Серафимов Дивеєвський в ім'я Святої Трійці жіночий монастир (рос. Серафимов Дивеевский во имя Святой Троицы женский монастырь) — православний жіночий монастир Нижньогородської єпархії Російської православної церкви. Розташований у селі Дивеєво Нижньогородської області. Шанується Помісними православними церквами як четвертий (після Іверії, Афону і Києво-Печерської лаври) «земний Уділ Пресвятої Богородиці». До свого закриття 1927 року, як і нині, був у Нижньогородської єпархії (на відміну від Саровської пустелі, що була на території Тамбовської єпархії), у статусі монастиря з 1861 року (іменувався Серафимо-Дивєєвський Троїцький).

## Історія
Монастир виник у другій половині XVIII століття: близько 1758 року прибула до Києва багата рязанська поміщиця Агафія Семенівна Мельгунова, яка в молодості втратила чоловіка і дала обітницю присвятити своє життя Богу. Вона прийняла чернечий постриг у Києво-Флорівському монастирі, з ім'ям матінки Олександри. Одного разу, після нічного молитовного пильнування у Свято-Успенській Києво-Печерській Лаврі, їй було видіння Пресвятої Богородиці. Божа Матір сказала матінці Олександрі:
|  | Це — Я, Господиня і Владичиця твоя, Якій ти завжди молишся. Я прийшла сповістити тобі волю Мою. Не тут, хочу Я, щоб ти закінчила життя своє. Але, як Я раба Мого Антонія вивела з Афонського Жереба Мого, святої гори Моєї, щоб він тут, у Києві, заснував новий Жереб Мій, Лавру Києво-Печерську, так і тобі нині наказую: вийди звідси і йди в землю, яку Я покажу тобі. Іди на північ Росії й обходь усі великоруські місця святих осель Моїх. І буде місце, де Я вкажу тобі закінчити богоугодне життя твоє, і прославлю ім'я Моє там, бо в місці проживання твого Я засную велику оселю Мою. Іди ж, раба Моя, в дорогу, і благодать Божа, і сила Моя, і благодать Моя, і милість Моя, і щедроти Мої — нехай будуть із тобою! |

Лаврські старці визнали видіння матінки Олександри істинним, і з їхнього благословення черниця вирушила в мандри Руссю. У 1760 році матінка Олександра йшла з Мурома в Саровську пустинь. Не дійшовши дванадцяти верст до Сарова, вона зупинилася відпочити в селі Дивєєво, і тут їй знову було видіння Божої Матері, яка звернулася до черниці зі словами:
|  | Ось те саме місце, яке Я звеліла тобі шукати на півночі Росії... І ось тут межа, яку Божественним Промислом покладено тобі: живи і догоджай тут Господу Богу до кінця днів твоїх. І Я завжди буду з тобою, і завжди буду відвідувати місце це, і в межі твого проживання. Я засную тут таку оселю Мою, рівної якій не було, немає, і не буде ніколи в усьому світі. Це четвертий жереб Мій у всесвіті. І як зірки небесні і як пісок морський помножу Я тут тих, хто служить Господу Богу, і Мене, Приснодіву, Матір Світла, і Сина Мого Ісуса Христа, хто величє, і благодать Святого Духа Божого, і велика кількість усіх благ земних і небесних, із малими працями людськими, не оскудіє від цього місця Моїм коханим. |

У 1773-1774 роках матір'ю Олександрою в Дивеєві біля першої в селі дерев'яної Стефанівської церкви на власні кошти було влаштовано фундамент Казанської церкви. Освячення церкви відбулося на початку 1780 року будівельником Саровської пустелі Пахомієм. У Казанській церкві були два бокові вівтарі: лівий в ім'я святителя Миколая — на згадку про колишню дерев'яну церкву та правий, за особливою дивовижною вказівкою Божою, присвячений імені первомученика архідиякона Стефана.

### Казанська громада
Спочатку Казанська кам'яна церква була парафіяльною, проте отець Серафим забороняв сестрам так її називати, кажучи, що згодом це буде теплий монастирський собор. Преподобний Серафим так говорив про Казанську церкву:
|  | Казанська церква, радість моя, такий буде храм, якого й немає подібного! Під час світлопреставлення вся земля згорить, радість моя, і нічого не залишиться. Тільки три церкви з усього світу будуть взяті цілком незруйнованими на небо: одна в Київській Лаврі, інша... (сестрами забулося), а третя-то ваша Казанська, матінко. Во, яка вона Казанська-то церква у вас! |

### Млинова громада
За порадою Саровських старців Пахомія та Ісаї та з дозволу Володимирського єпархіального начальства Агафія Семенівна 1788 року попросила в місцевої поміщиці Жданової пожертвувати 1300 кв. сажнів своєї садибної землі, розташованої поблизу Казанської церкви, на якій матінка побудувала будинок із надвірною будовою, де оселилася з чотирма послушницями. сажнів своєї садибної землі, розташованої поблизу від Казанської церкви, на якій матінка побудувала будинок із надвірною будовою, де оселилася з чотирма послушницями: дівицею Євдокією Мартиновою, селянською дівчиною Уляною Григор'євою та селянськими вдовами Анастасією Кирилівною і Теклею Кіндратієвою. Громада називалася Казанською, жили сестри за суворим Саровським статутом.
У 1789 році опіку над громадою взяв молодий ієродиякон Серафим. Після смерті 1796 року другої настоятельки — Анастасії Кирилівни — за вибором сестер начальницею громади поставили Ксенію Михайлівну Кочеулову. За її правління до 1826 року кількість сестер у громаді збільшилася до 40. Про її правління, яке тривало 43 роки, збереглися спогади як про час важкий, подвижницький, бувши суворою до себе, вона не допускала жодних винятків, поблажливості та малодушності до інших. Серафим Саровський говорив, що вона «велика раба Божа», «бич духовний», «вогняний стовп від землі до неба» і «терпуг духовний».
З благословення Серафима Саровського поруч із Казанською була влаштована Млинова громада. Закладення млина відбулося 9 (21) грудня 1826 року, в день зачаття праведною Анною. 7 липня 1827 року першими насельницями стали вісім сестер Казанської громади. Першою наставницею громади стала дворянська дівчина Олена Мантурова. Коштом її брата Михайла 1829 року біля паперті Казанської церкви було побудовано двоповерховий кам'яний храм в ім'я Різдва Христового, у нижньому поверсі якого розташовувався храм в ім'я Різдва Божої Матері. Влаштуванню Млинової громади та надалі багато в чому сприяв поміщик Михайло Мантуров на знак подяки за зцілення від невиліковної хвороби, який прирік себе за обітницею на добровільну злиденність до самої смерті (1858).
Земля, на якій розташовувалася нова громада, належала спадкоємцям мільйонера Баташева. Одна зі спадкоємиць — Віра Постникова (Баташева), перебуваючи в Сарові, обіцяла отцю Серафиму поступитися йому цією землею, прийнявши її у свою частину спадщини. У 1830 році надійшло формальне розпорядження про пожертвування 400 кв. сажнів цієї землі Дівєєвській громаді.
Першою начальницею нової громади 1827 року було обрано селянську дівицю Параскеву Шаблигіну. Після смерті отця Серафима через старість вона була звільнена на спокій. Наступницею стала дворянська дівчина Олександра Булгакова - до 1834 року і з 1837 року до своєї смерті 1839 року. З 1834 до 1837 року начальницями були селянка Ірина Ліфанова і Парасковія Мелюкова. П'ята й остання начальниця Млинової громади була обрана 1839 року, нею стала Ксенія Потхіна. У громаді на той час налічувалося вже 115 сестер.

### Серафимо-Дивеєвський монастир
У 1842 році, через 9 років після преставлення Серафима, обидві громади були об'єднані з найменуванням Серафимо-Дивеєвської. З 1853 року Казанська церква з прибудовами стала існувати окремо від нової громади.
У 1861 році громада отримала статус монастиря. Першою ігуменею стала Марія (Єлизавета Олексіївна Ушакова).
У червні 1848 року єпископ Нижньогородський Яків (Вечерков) своїми руками поклав перший камінь у фундамент Троїцького храму. Величезний Троїцький собор споруджували 27 років. Будівництво велося за проєктом архітектора Олександра Рєзанова, який завершував у цей час будівництво Храму Христа Спасителя в Москві. Одним із піклувальників монастиря в цей час був Микола Олександрович Мотовилов, біограф і співрозмовник преподобного Серафима Саровського. Храм був освячений 28 липня (9 серпня) 1875 року єпископом Нижньогородським Іоанникієм (Руднєвим).
У 1885 році завершено будівництво ігуменського корпусу. У 1902 році в східній частині корпусу побудовано домову церкву в ім'я святої рівноапостольної Марії Магдалини. Під час візиту імператора Миколи II 1903 року, на його прохання, у цій церкві було відслужено Божественну літургію.
Після смерті ігумені Марії 1904 року, сестрами в ігумені було обрано скарбницю монастиря — черницю Олександру (Траковську).
На початок XX століття монастир став великим чернечим гуртожитком: 1917 року в ньому проживало за списком 270 черниць і 1474 послушниці - за чисельності населення села Дівєєва 520 осіб.
У 1919 році монастир був зареєстрований як трудова артіль і продовжував діяти. Сестри продовжували дотримуватися монастирського статуту й укладу монастирського життя. Оселю покинули небагато.
21 вересня 1927 року монастир було закрито. Деякі насельниці розсіялися по окрузі й намагалися зберегти частину дивеєвських святинь. Частина сестер знайшли притулок у селі Єлізар'єво, де служив старший брат монастирського священника — Яків (Гусєв), прославлений потім як священномученик. З благословення братів Гусєвих із села Пузо до Єлізар'єва перевезли дивеєвську блаженну Марію Іванівну.
Ігуменя Олександра (Траковська; † лютий 1942) з частиною сестер згодом влаштувалася в Муромі, в будинку біля стін Благовіщенського монастиря; потім старшою сестрою стала Ганна Юхимівна Баринова (в чернецтві — Марія). У Муромі жили сестри, вигнані з різних монастирів, але батюшка, який служив там, згадував: «Зовні всі мали однаковий вигляд: темна хустка, темна сукня, але дівеївських ми впізнавали відразу, вони різко відрізнялися від усіх, вони встигли отримати щось у монастирі — благодать. Вони були ні на кого не схожі: у спілкуванні особливо приємні, дуже смиренні, це відчувалося в усьому — у зверненні й навіть у голосі. А решта були якісь бойові черниці».
Казанську церкву було закрито 1937 року. Але і після закриття на свято Казанської ікони в Дівєєво продовжували з'їжджатися з навколишніх сіл і сіл, йшли хресним ходом із великою Казанською іконою Божої Матері, заходячи з нею в будинки місцевих жителів. У 1947 і 1951 роках надходили прохання про відкриття монастиря, проте вони залишилися без розгляду. У 1950-ті роки у Казанській церкві було зруйновано верхні яруси дзвіниці, купол і храмову частину трапезної.
Однією з небагатьох дівєєвських сестер, які дожили до відновлення монастиря, була черниця Серафима (Булгакова), яка зберегла і передала монастирю деякі особисті речі преподобного Серафима Саровського і святої блаженної Параскеви Дивєєвської.